# Lich King
Lich King ist eine US-amerikanische Thrash-Metal-Band aus Amherst, Massachusetts, die 2004 gegründet wurde.

## Geschichte
Die Band wurde 2004 anfangs noch als Soloprojekt von Tom Martin gegründet. Nach den ersten beiden Alben namens Necromantic Maelstrom (2007) und Toxic Zombie Onslaught (2008), wurde die Besetzung 2009 durch Mitglieder der Gruppe Ages Ago ergänzt. In den folgenden drei Jahren schlossen sich mit World Gone Dead, Super Retro Thrash und Born of the Bomb jeweils ein Album an, ehe das nächste 2017 unter dem Namen The Omniclasm folgte.

## Stil
Holger Andrae von Powermetal.de schrieb in seiner Rezension zu Necromantic Maelstrom, dass hierauf Thrash Metal zu hören ist, bei dem der Gesang aus gewöhnungsbedürftigem, dominantem, unmelodischem Shouting bestehe, der an Paul Baloff (Exodus) erinnere. Die Texte seien meist humoristischer Natur. In den Songs seien Riffs im Stil von Slayer, Dark Angel und frühen Megadeth hörbar. Die Gruppe liege jedoch im Vergleich zu anderen jungen Thrash-Metal-Bands wie Gama Bomb, Hatchet oder Fueled by Fire etwas zurück. Guntram Pintgen vom Ox-Fanzine gab in seiner Rezension an, dass World Gone Dead Thrash Metal im klassischen Stil bietet, der schnelle Riffs, schlechte Soli und einen mittelmäßigen Gesang enthalte. Insgesamt könne man die Musik als Mischung aus S.O.D. und Slayer bezeichnen. Michael Pementel von metalinjection.net meinte in der Besprechung zum Album The Omniclasm, dass hierauf ernste, aber auch lustige Texte enthalten sind. Die Songs seien wütend und meist schnell, wobei Gemeinsamkeiten zu Slayer vorhanden seien.

## Diskografie
- 2006: Necromantic Maelstrom (Demo, Eigenveröffentlichung)
- 2007: Necromantic Maelstrom (Album, Eigenveröffentlichung)
- 2008: Toxic Zombie Onslaught (Album, Stormspell Records)
- 2010: World Gone Dead (Album, Stormspell Records)
- 2011: Super Retro Thrash (Album, Eigenveröffentlichung)
- 2012: Born of the Bomb (Album, Eigenveröffentlichung)
- 2012: Crossover Songs Are Too Damn Short (Single, Eigenveröffentlichung)
- 2013: Lich King V: Stalemate (Single, Eigenveröffentlichung)
- 2014: Do-Over (EP, Evil EyE Records)
- 2015: I Quit (Single, Evil EyE Records)
- 2017: The Omniclasm (Album, Evil EyE Records)